# Allt jag lärt mig hittills
Allt jag lärt mig hittills är Navid Modiri & Gudarnas tredje studioalbum. Det är gruppens första album utan medlemmen Gustav Svedung. Albumet gavs ut i oktober 2008 av Bad Taste Records.

## Låtlista
1. "Jag tror" - 3:25
2. "Kung Midas" - 3:45
3. "Telefonsvararen" - 3:06
4. "Paus där" - 3:32
5. "Himlen lär inte hålla det emot dig baby" - 2:59
6. "Skräcksvettsfläckar" - 2:58
7. "I väntan på stormen" - 3:26
8. "Dagen jag fick nog" - 3:12
9. "Vissel" - 3:20
10. "Visst antal berättelser" - 7:04